# Pseudophoxinus sojuchbulagi
Pseudophoxinus sojuchbulagi és una espècie de peix cipriniforme de la família dels ciprínids.